# Cabreiros (Braga)

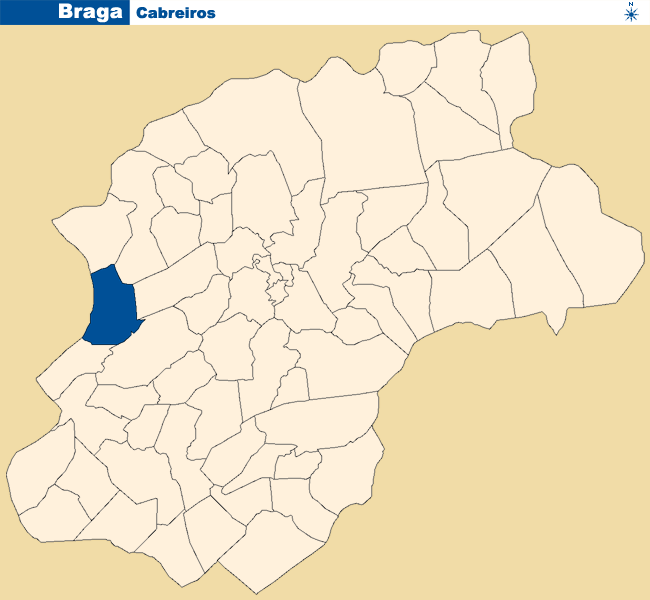

Cabreiros é uma povoação portuguesa do Município de Braga sede da extinta Freguesia de Cabreiros, situada no extremo oeste do mesmo, freguesia que tinha 2,8 km² de área e 1 511 habitantes (2011), e, por isso, uma densidade populacional de 539,6 hab/km².
A Freguesia de Cabreiros foi extinta em 2013, no âmbito de uma reforma administrativa nacional, tendo sido agregada à freguesia de São Julião dos Passos, para formar uma nova freguesia denominada União das Freguesias de Cabreiros e Passos (São Julião) da qual é a sede.

## População
| População da freguesia de Cabreiros (1864 – 2011) | População da freguesia de Cabreiros (1864 – 2011) | População da freguesia de Cabreiros (1864 – 2011) | População da freguesia de Cabreiros (1864 – 2011) | População da freguesia de Cabreiros (1864 – 2011) | População da freguesia de Cabreiros (1864 – 2011) | População da freguesia de Cabreiros (1864 – 2011) | População da freguesia de Cabreiros (1864 – 2011) | População da freguesia de Cabreiros (1864 – 2011) | População da freguesia de Cabreiros (1864 – 2011) | População da freguesia de Cabreiros (1864 – 2011) | População da freguesia de Cabreiros (1864 – 2011) | População da freguesia de Cabreiros (1864 – 2011) | População da freguesia de Cabreiros (1864 – 2011) | População da freguesia de Cabreiros (1864 – 2011) |
| ------------------------------------------------- | ------------------------------------------------- | ------------------------------------------------- | ------------------------------------------------- | ------------------------------------------------- | ------------------------------------------------- | ------------------------------------------------- | ------------------------------------------------- | ------------------------------------------------- | ------------------------------------------------- | ------------------------------------------------- | ------------------------------------------------- | ------------------------------------------------- | ------------------------------------------------- | ------------------------------------------------- |
| 1864                                              | 1878                                              | 1890                                              | 1900                                              | 1911                                              | 1920                                              | 1930                                              | 1940                                              | 1950                                              | 1960                                              | 1970                                              | 1981                                              | 1991                                              | 2001                                              | 2011                                              |
| 638                                               | 659                                               | 698                                               | 787                                               | 859                                               | 828                                               | 877                                               | 1 145                                             | 1 108                                             | 1 248                                             | 1 344                                             | 1 543                                             | 1 768                                             | 1 638                                             | 1 511                                             |

## Caracterização
Predominantemente rural, localiza-se no extremo oeste do concelho, a 6 km de Braga. É servida pela estrada nacional Braga/Barcelos, possuindo uma saída da Auto-Estrada Porto/Valença (A3) e Auto-Estrada Braga/Esposende (A11).
Até 1841 pertenceu ao concelho de Barcelos.
Devido ao facto de se encontrar entre duas cidades, viu-se transformada em centro dormitório de Braga.
O nome desta localidade surgiu, segundo a tradição dos homens, que guardavam cabras (os cabreiros). O seu primitivo povoamento é atribuído a épocas muito remotas, por se situar nas vizinhanças do antiquíssimo castro ou «civitas», antecessor do castelo medieval de Penafiel de Bastuços. Possui ainda um interessante forno cerâmico romano. Denominou-se antigamente Torganosa e assim é referida em documentos de 1079: «De Sancti Michaeli de Torganosa» e em 1106 é mencionada como: «S. Miguel de Torganosa» e mais tarde «S. Miguel de Cabreiros».
Tradicionalmente agrícola, actualmente, viu a sua actividade entregue aos cuidados dos idosos. Grande parte da população feminina trabalha em fábricas; os homens emigram ou trabalham numa das cidades mais próximas.
No campo do artesanato destacam-se o trabalho em Pedra e a ferraria.

## Festividades
Nesta povoação celebram-se anualmente as grandiosas festividades de Nosso Senhor dos Passos (3.º Domingo da Quaresma).
Celebra-se ainda a festa em honra do padroeiro S.Miguel ( último Domingo de setembro).

## Associações
- Banda Musical de S. Miguel de Cabreiros (fundação: janeiro de 1843);
- Sporting Clube de Cabreiros (fundação:1932, a 15 de Agosto);
- Associação Cultural e Recreativa de Cabreiros (fundação:1983), que integra o Rancho Folclórico de Cabreiros fundado em 1985, e o Grupo de Teatro Cortina Aberta;
- Grupo Coral infantil e juvenil de Cabreiros.
- Grupo de Jovens de Cabreiros
- Caveiras Cruzeiro Clube
- Duques Futebol Clube
- Grupo Terror Cabreiros
- Grupo de Concertinas de Cabreiros

## Equipamento Social
- Sede da Junta;
- Salão Paroquial;
- Centro Cultural;
- Escola Básica do 1.º Ciclo (5 salas);
- Escola Básica do 2.º e 3.º Ciclo;
- Jardim de Infância (4 salas);
- Creche;
- Centro de Actividades de Tempo Livre
- Serviço de Apoio ao Domicilio
- Centro de Dia
- Campo de Futebol;
- Pavilhão Gimnodesportivo;
- Ringue;
- Parque infantil;
- Circuito de manutenção.

## Património Cultural
Igreja Matriz e Capela do Senhor dos Passos com mais de 400 anos de existência, Casas do monte Vilaça, Cunha e dos Cruzes e ainda 6 cruzeiros.

## Resultados eleitorais

### Eleições autárquicas (Junta de Freguesia)
| Partido     | %    | M    | %    | M    | %    | M    | %    | M    | %    | M    | %    | M    | %    | M    | %    | M    | %    | M    | %    | M    |
| Partido     | 1976 | 1976 | 1979 | 1979 | 1982 | 1982 | 1985 | 1985 | 1989 | 1989 | 1993 | 1993 | 1997 | 1997 | 2001 | 2001 | 2005 | 2005 | 2009 | 2009 |
| ----------- | ---- | ---- | ---- | ---- | ---- | ---- | ---- | ---- | ---- | ---- | ---- | ---- | ---- | ---- | ---- | ---- | ---- | ---- | ---- | ---- |
| CDS-PP      | 44,4 | 4    | 62,9 | 7    |      |      | 61,7 | 6    | 46,8 | 5    | 39,1 | 4    | 38,4 | 4    |      |      |      |      |      |      |
| IND         | 25,4 | 2    |      |      |      |      |      |      |      |      |      |      |      |      |      |      |      |      |      |      |
| PPD/PSD     | 20,7 | 1    |      |      |      |      |      |      | 13,2 | 1    | 6,5  | -    | 4,5  | -    |      |      |      |      |      |      |
| APU/CDU     |      |      | 17,4 | 1    | 24,2 | 3    | 9,6  | 1    | 5,9  | -    | 3,2  | -    | 2,5  | -    | 3,3  | -    | 2,7  | -    | 3,4  | -    |
| PS          |      |      | 16,4 | 1    | 21,8 | 3    | 26,2 | 2    | 32,3 | 3    | 49,8 | 5    | 53,1 | 5    | 47,9 | 5    | 55,4 | 5    | 56,3 | 5    |
| AD          |      |      |      |      | 51,4 | 7    |      |      |      |      |      |      |      |      |      |      |      |      |      |      |
| PSD-CDS-PPM |      |      |      |      |      |      |      |      |      |      |      |      |      |      | 46,1 | 4    | 40,7 | 4    | 38,7 | 4    |